# Kosta Koufos
Konstantine Demetrios "Kosta" Koufos (Grčki: Κώστας Κουφός ili Kóstas Koufós; Canton, Ohio, 24. veljače 1989.) grčki je profesionalni košarkaš. Igra na poziciji centra, a trenutačno je član NBA momčadi Sacramento Kingsa. Izabran je u 1. krugu (18. ukupno) NBA drafta 2008. od strane istoimene momčadi.

## Srednja škola
Koufos je pohađao srednju školu "GlenOak High School" u Cantonu, saveznoj državi Ohio. Kao igrač treće godine u prosjeku je postizao 24 poena, 11 skokova i 4 blokade po utakmici. Izabran je u All-State drugu petorku. U travnju 2007. kao član Royal momčadi sudjelovao je na Jordan All-American utakmici koja se je održavala u Madison Square Gardenu. Na posljednjoj godini izabran je u McDonald's All-American momčad i AAU momčad koju sponzorira LeBron James. 2007. završio je drugi u glasovanju iza suigrača Jona Dieblera za nagradu "Mr. Ohio Basketball". Tijekom posljednje godine na GlenOaku izabran je za igrača godine Divizije I, i u All-State prvu petorku.  

## Sveučilište
Koufos je na sveučilište Ohio State stigao kao zamjena za Grega Odena. Odbio je trogodišnji ugovor vrijedan 5 milijuna $ po sezoni s grčkim Olympiakosom. Dobio je nagradu za najkorisnijeg igrača natjecanja NIT (National Invitation Tournament) u kojem je odveo svoje Buckeyese do naslova prvenstva. U prosjeku je postizao 14.4 poena, 6.7 skokova i 1.8 blokada po utakmici.

## NBA
Izabran je kao 23. izbor NBA drafta 2008. od strane Utah Jazza. S Utah Jazzom potpisao je trogodišnji ugovor po kojem zarađuje oko milijun dolara godišnje.  U ožujku 2009. Jazzeri su ga poslali u svoju razvojnu NBA D-League momčad Utah Flash. Međutim, nakon samo jedne odigrane utakmice za Flashere natrag se vratio u Utah Jazz kao zamjena za ozljeđenog Mehmeta Okura. 

## Grčka košarkaška reprezentacija
Bio je član grčke U-18 reprezentacije na Europskom juniorskom prvenstvu u Madridu 2007. godine. Iako je njegova momčad izgubila u finalu od Srbije, Koufos je ipak na kraju proglašen najkorisnijim igračem natjecanja. Sa seniorskom reprezentacijom je na Europskom prvenstvu u Poljskoj 2009. osvojio brončanu medalju.

## NBA statistika

### Regularni dio
| Godina    | Klub | Odig. uta. | Uta. poč. | Min. | 2P%  | 3P%  | Sl. bac.% | Skok. | Asist. | Ukr. lop. | Blok. | Poena |
| --------- | ---- | ---------- | --------- | ---- | ---- | ---- | --------- | ----- | ------ | --------- | ----- | ----- |
| 2008./09. | Utah | 48         | 7         | 11.8 | .508 | .000 | .706      | 2.9   | .4     | .2        | .6    | 4.7   |
| Ukupno    |      | 48         | 7         | 11.8 | .508 | .000 | .706      | 2.9   | .4     | .2        | .6    | 4.7   |

## Vanjske poveznice
- Profil na NBA.com
- Profil na Yahoo!
- Profil na NBADraft.net
- Profil  Arhivirana inačica izvorne stranice od 23. ožujka 2009. (Wayback Machine) na DraftExpress.com